# La regina dei tagliaborse
La regina dei tagliaborse (I Was a Shoplifter) è un film del 1950 diretto da Charles Lamont.
È un film poliziesco a sfondo drammatico statunitense con Scott Brady, Mona Freeman e Andrea King. È incentrato sulle vicende di un detective di polizia, interpretato da Brady, che cerca fermare una banda di taccheggiatori capeggiati da Herb Claxton (Charles Drake) e Ina Perdue (Andrea King).

## Produzione
Il film, diretto da Charles Lamont su una sceneggiatura di Irwin Gielgud, fu prodotto da Leonard Goldstein per la Universal International Pictures e girato negli Universal Studios a Universal City in California. Il titolo di lavorazione fu Shoplifter. Il film comincia con la voce di un narratore secondo cui il taccheggio costa alle attività commerciali statunitensi circa cento milioni di dollari l'anno e 9 taccheggiatori su 10 sono donne (di cui il 10% "professioniste").

## Distribuzione
Il film fu distribuito con il titolo I Was a Shoplifter negli Stati Uniti dal 13 maggio 1950 (première a New York il 27 aprile 1950) al cinema dalla Universal Pictures. Secondo il New York Times il film fu bandito ad Atlanta perché considerato un "corso per taccheggiatori".
Altre distribuzioni:
- in Svezia il 7 agosto 1950 (På brottets bana)
- in Cile nel 1951 (Camino de perdición)
- in Danimarca il 30 marzo 1951 (Jeg var butikstyv)
- in Finlandia il 4 maggio 1951 (poluilla)
- in Portogallo il 14 aprile 1953 (Passei Por Cadastrada)
- in Italia (La regina dei tagliaborse)

## Promozione
La tagline è: "Exposing Today's Most Alarming Crime Ring!".